# Günter Dietz
Günter Dietz (* 13. April 1930 in Karlsruhe; † 13. Mai 2017 in Heidelberg) war ein deutscher Altphilologe, Dichter und Übersetzer aus dem Neugriechischen.

## Leben
Günter Dietz studierte von 1949 bis 1954 an der Universität Freiburg Klassische Philologie, Germanistik und Philosophie. Er wurde anschließend mit einer Dissertation zu den Sallust zugeschriebenen Briefen an Caesar bei Karl Büchner promoviert. Von 1958 bis 1964 unterrichtete er  an der Deutschen Schule Athen. Dort lernte er den griechischen Dichter und Nobelpreisträger Odysseas Elytis kennen und übersetzte dessen Hauptwerk To Axion Esti (Το Άξιον Εστί) ins Deutsche. Nach seiner Rückkehr nach Deutschland unterrichtete er am Bismarck-Gymnasium seiner Geburtsstadt Karlsruhe. Von 1972 bis 1993 war er Schulleiter am Kurfürst-Friedrich-Gymnasium Heidelberg.
Dietz veröffentlichte neben Übersetzungen neugriechischer Dichter seit 1953 auch eigene Lyrik. Seine ersten Gedichte erschienen in der Anthologie religiöser Dichtung Das dunkle Du. Dazu kamen zahlreiche Vorträge und Aufsätze zur Klassischen Philologie.

## Ehrungen
Im Dezember 2005 wurde Dietz für die Übersetzung des Bandes Die Träume. Wörter – Menschen – Orte (Elfenbein Verlag, 2004) mit dem Deutsch-Griechischen Übersetzerpreis ausgezeichnet, gestiftet vom Goethe-Institut Athen und dem Nationalen Buchzentrum in Zusammenarbeit mit dem Literaturhaus München.

## Schriften (Auswahl)

### Bücher
- Dieter Steppuhn und Günter Dietz (Hrsg.): Zwischen den Zeiten. Goldenes Abitur 1999 (Sexta 1940 – Oberprima 1949) am Bismarck-Gymnasium Karlsruhe. Band 1. Würzburg 2001, ISBN 3-00-007382-5
- Dieter Steppuhn und Günter Dietz (Hrsg.): Zwischen den Zeiten. Goldenes Abitur 1999 (Sexta 1940 – Oberprima 1949) am Bismarck-Gymnasium Karlsruhe. Band 2. Würzburg 2003, ISBN 3-00-011462-9
- Dieter Steppuhn und Günter Dietz (Hrsg.): Zwischen den Zeiten. Weitere Erlebnisberichte, Nachrufe und Würdigungen verstorbener Klassenkameraden. Band 3. Würzburg 2017, ISBN 978-3-00-050344-3

### Lyrik
- Rot und Schwarz in die Nacht. Gedichte. Martin Verlag, Buxheim/Iller, 1958.
- Scholien. Gedichte. Bläschke, Darmstadt 1968 (Reihe Das neueste Gedicht, Bd. 34).
- Wundpsalmen. Ausgewählte Gedichte. Elfenbein, Berlin 2005, ISBN 3-932245-78-4.

### Schriften zur Klassischen Philologie
- mit Karlheinz Hilbert: Phaethon und Narziss bei Ovid. Kerle, Heidelberg 1970.
- Platons Symposion. Symbolbezüge und Symbolverständnis. In: Symbolon. Jahrbuch für Symbolforschung, N.F., Bd. 4 (1978), S. 49–76.
- Der Weg des Odysseus – Symbolbezüge in Homers Odyssee. In: Symbolon. Jahrbuch für Symbolforschung, N.F., Bd. 9 (1988), S. 73–106.
- Okeanos und Proteus, Poseidon und Skamander. Urstrom, Meer und Fluss bei Homer. In: Symbolon. Jahrbuch für Symbolforschung, N.F., Bd. 13 (1997), S. 35–58.
- Menschenwürde bei Homer. Vorträge und Aufsätze. Winter, Heidelberg 2000 (= Bibliothek der klassischen Altertumswissenschaften, N.F., 2. Reihe, Bd. 108), ISBN 3-8253-1051-5.
- Europa und der Stier. Ein antiker Mythos für Europa? Sonnenberg, Annweiler 2003 (= Kulturgeschichtliche Reihe, Bd. 4), ISBN 3-933264-29-4.
- mit Hermes Andreas Kick: Grenzsituationen und neues Ethos. Von Homers Weltsicht zum modernen Menschenbild. Winter, Heidelberg 2005, ISBN 3-8253-5121-1.

### Übersetzungen aus dem Neugriechischen
- Odysseas Elytis: Sieben nächtliche Siebenzeiler. Griechisch–Deutsch. Übertragen von Günter Dietz. Bläschke, Darmstadt 1966. Dass. (mit Orion). Zweisprachige Ausgabe. Übertragen von Günter Dietz. 2. Auflage, Bläschke, St. Michael 1981.
- Jannis Ritsos: Zeugenaussagen. Griechisch–Deutsch. Übersetzung und Nachwort von Günter Dietz. Heiderhoff, Frankfurt am Main 1968. Dass. (erweitert). Übersetzung und Nachworte von Günter Dietz. 2. Auflage. Heiderhoff, Waldbrunn 1982.
- Giorgos Seferis: Sechzehn Haikus. Griechisch–Deutsch. Übersetzung und Nachwort von Günter Dietz. Heiderhoff, Frankfurt am Main 1968. Dass. (mit Stratis der Seemann). Übersetzung und Nachworte von Günter Dietz. 2. Auflage, Heiderhoff, Waldbrunn 1983.
- Tatiana Gritsi-Milliex: Schatten haben keine Schmerzen. Roman. Ins Deutsche übertragen und Nachwort von Günter Dietz. Claassen, Hamburg 1968.
- Odysseas Elytis: To Axion Esti – Gepriesen Sei. Übertragung und Nachwort von Günter Dietz. Claassen, Hamburg 1969. Dass., Zweisprachige Ausgabe. Aus dem Griechischen übersetzt und mit Nachworten versehen. Neu durchgesehen und bearbeitet von Günter Dietz. 4. Auflage, Elfenbein, Berlin 2012, ISBN 978-3-932245-36-7.
- Odysseas Elytis: Die Träume. Wörter – Menschen – Orte. Mit einem Essay von Ioulita Iliopoulou. Aus dem Griechischen und mit einem Nachwort versehen von Günter Dietz. Elfenbein, Berlin 2004, ISBN 978-3-932245-58-9.
- Jannis Ritsos: Martyries – Zeugenaussagen. Drei Gedichtreihen. Griechisch–Deutsch. Übersetzt von Günter Dietz und Andrea Schellinger. Anmerkungen und Nachwort von Günter Dietz. Elfenbein, Berlin 2009, ISBN 978-3-932245-96-1.
- Odysseas Elytis: O Ilios O Iliatoras – Die Sonne die Sonnenherrscherin. Übersetzt und mit einem Anhang versehen von Günter Dietz und Maria Mavropoulou. Elfenbein, Berlin 2015, ISBN 978-3-941184-33-6.